# Грот, Юрий Иванович
Юрий Иванович Грот (укр. Юрій Іванович Грот; 9 февраля 1932, Харьков — 27 декабря 2011, там же) — советский и украинский спортсмен-лыжник и спортивный журналист.

## Биография
Родился 9 февраля 1932 года в Харькове.
Высшее образование получил в Харьковском политехническом институте, где в 1955 году окончил механико-металлургический факультет.. Занимался лыжным спортом, в 1957 году стал членом Президиума городского комитета физической культуры, в 1962 году получил звание мастера спорта СССР, а в 1969 году стал судьей всесоюзной категории в той же спортивной дисциплине.
С 1960 по 1970 годы последовательно работал на должностях мастера, инженера и старшего инженера в отделе физики плазмы в Харьковском физико-техническом институте, а затем с 1970 по 1977 годы трудился преподавателем в Харьковском машиностроительном техникуме. В 1992 году начал работать в Харьковском высшем училище физической культуры № 1, а с 1996 года трудился в Харьковской академии физической культуры и спорта.
Параллельно с трудовой деятельностью, Юрий Иванович занимался журналистикой: был корреспондентом в следующих изданиях: «Спортивная газета» (1959—1976 и 1988—1992), «Советский спорт» (1976—1988), ТАРС-РАТАУ (1988—1992) и «Вечерний Харьков» (1990—1992). В 1963 году стал членом Союза спортивных журналистов Украины.
Принимал участие в написании «Энциклопедии олимпийского спорта Украины» и «Энциклопедии современной Украины»
Скончался 27 декабря 2011 года в Харькове.